# ليك وايت
ليك وايت (داكوتا الجنوبية) (بالإنجليزية: White Lake, South Dakota)‏ هي مدينة تقع في الولايات المتحدة في مقاطعة أورورا، داكوتا الجنوبية. يقدر عدد سكانها بـ 372 نسمة ومساحتها 1.11 كم2 وترتفع عن سطح البحر 502 متر.

## التركيبة السكانية
قام مكتب تعداد الولايات المتحدة بتحديد بيانات التركيبة السكانية لليك وايتفي تعداد الولايات المتحدة. في ما يلي، التركيبة السكانية حسب تعدادي 2000 و2010.

### تعداد عام 2000
بلغ عدد سكان ليك وايت 405 نسمة بحسب تعداد عام 2000، وبلغ عدد الأسر 151 أسرة وعدد العائلات 96 عائلة مقيمة في المدينة. في حين سجلت الكثافة السكانية 1,014.7 نسمة لكل ميل مربع (391.8/كم2). وبلغ عدد الوحدات السكنية 166 وحدة بمتوسط كثافة قدره 415.9 نسمة لكل ميل مربع (160.6/كم2).
وتوزع التركيب العرقي للمدينة بنسبة 98.27% من البيض و 1.48% من الأمريكيين الأصليين و 0.25% من عرقين مختلطين أو أكثر.
بلغ عدد الأسر 151 أسرة كانت نسبة 25.2% منها لديها أطفال تحت سن الثامنة عشر تعيش معهم، وبلغت نسبة الأزواج القاطنين مع بعضهم البعض 53.0% من أصل المجموع الكلي للأسر، ونسبة 7.9% من الأسر كان لديها معيلات من الإناث دون وجود شريك، وكانت نسبة 36.4% من غير العائلات. تألفت نسبة 34.4% من أصل جميع الأسر من أفراد ونسبة 20.5% كانوا يعيش معهم شخص وحيد يبلغ من العمر 65 عاماً فما فوق. وبلغ متوسط حجم الأسرة المعيشية 2.96، أما متوسط حجم العائلات فبلغ 2.27.
بلغ العمر الوسطي للسكان 49 عاماً. وكانت نسبة 21.5% من القاطنين تحت سن الثامنة عشر، وكانت نسبة 5.7% بين الثامنة عشر والأربعة وعشرون عاماً، ونسبة 16.8% كانت واقعةً في الفئة العمرية ما بين الخامسة والعشرون حتى والأربعة وأربعون عاماً، ونسبة 19.5% كانت ما بين الخامسة والأربعون حتى الرابعة والستون، ونسبة 36.5% كانت ضمن فئة الخامسة والستون عاماً فما فوق. يوجد لكل 100 أنثى 77.6 ذكر، ويوجد لكل 100 أنثى في الثامنة عشر من عمرها فما فوق 71.9 ذكر.
بلغ متوسط دخل الأسرة في المدينة 25,500 دولار، أما متوسط دخل العائلة فبلغ 38,611 دولار. وكان متوسط دخل الذكور 26,500 دولار مقابل 20,795 دولار للإناث. وسجل دخل الفرد الخاص بالمدينة 13,034 دولار. وكانت نسبة 9.0% من العائلات ونسبة 19.0% من السكان تحت خط الفقر، وكان من هؤلاء نسبة 24.7% تحت سن الثامنة عشر ونسبة 14.8% في الخامسة والستين من العمر وما فوق.

### تعداد عام 2010
بلغ عدد سكان ليك وايت 372 نسمة بحسب تعداد عام 2010، وبلغ عدد الأسر 161 أسرة وعدد العائلات 88 عائلة مقيمة في المدينة. في حين سجلت الكثافة السكانية 865.1 نسمة لكل ميل مربع (334.0/كم2). وبلغ عدد الوحدات السكنية 192 وحدة بمتوسط كثافة قدره 446.5 لكل ميل مربع (172.4/كم2).
وتوزع التركيب العرقي للمدينة بنسبة 94.9% من البيض و 0.3% من الأمريكيين الأصليين و 2.7% من الأمريكيين ذوي الأصول الآسيوية و 1.1% من الأمريكيين الأفارقة و 1.1% من عرقين مختلطين أو أكثر.
بلغ عدد الأسر 161 أسرة كانت نسبة 22.4% منها لديها أطفال تحت سن الثامنة عشر تعيش معهم، وبلغت نسبة الأزواج القاطنين مع بعضهم البعض 44.7% من أصل المجموع الكلي للأسر، ونسبة 5.0% من الأسر كان لديها معيلات من الإناث دون وجود شريك، بينما كانت نسبة 5.0% من الأسر لديها معيلون من الذكور دون وجود شريكة وكانت نسبة 45.3% من غير العائلات. تألفت نسبة 41.0% من أصل جميع الأسر من أفراد ونسبة 23.6% كانوا يعيش معهم شخص وحيد يبلغ من العمر 65 عاماً فما فوق. وبلغ متوسط حجم الأسرة المعيشية 2.83، أما متوسط حجم العائلات فبلغ 2.09.
بلغ العمر الوسطي للسكان 50.5 عاماً. وكانت نسبة 21.5% من القاطنين تحت سن الثامنة عشر، وكانت نسبة 5.6% بين الثامنة عشر والأربعة وعشرون عاماً، ونسبة 15% كانت واقعةً في الفئة العمرية ما بين الخامسة والعشرون حتى والأربعة وأربعون عاماً، ونسبة 28% كانت ما بين الخامسة والأربعون حتى الرابعة والستون، ونسبة 29.8% كانت ضمن فئة الخامسة والستون عاماً فما فوق. وتوزع التركيب الجنسي للسكان بنسبة 47.0% ذكور و53.0% إناث.